# Rœulx
 Rœulx ist eine französische Gemeinde mit 3767 Einwohnern (Stand 1. Januar 2022) im Département Nord in der Region Hauts-de-France. Sie gehört zum Arrondissement Valenciennes und zum Kanton Denain.

## Geografie
Die Gemeinde Rœulx liegt im Nordfranzösischen Kohlerevier, 17 Kilometer westsüdwestlich von Valenciennes und 21 Kilometer ostsüdöstlich von Douai. Nachbargemeinden von Rœulx  sind Escaudain im Nordosten, Lourches im Osten, Bouchain im Südosten, Mastaing im Südwesten und Abscon im Nordwesten.

## Geschichte
Roeulx hat eine lange Steinkohlebergbau-Tradition, an die heute noch die 28 m hohe Halde Les Prés du Marais erinnert.

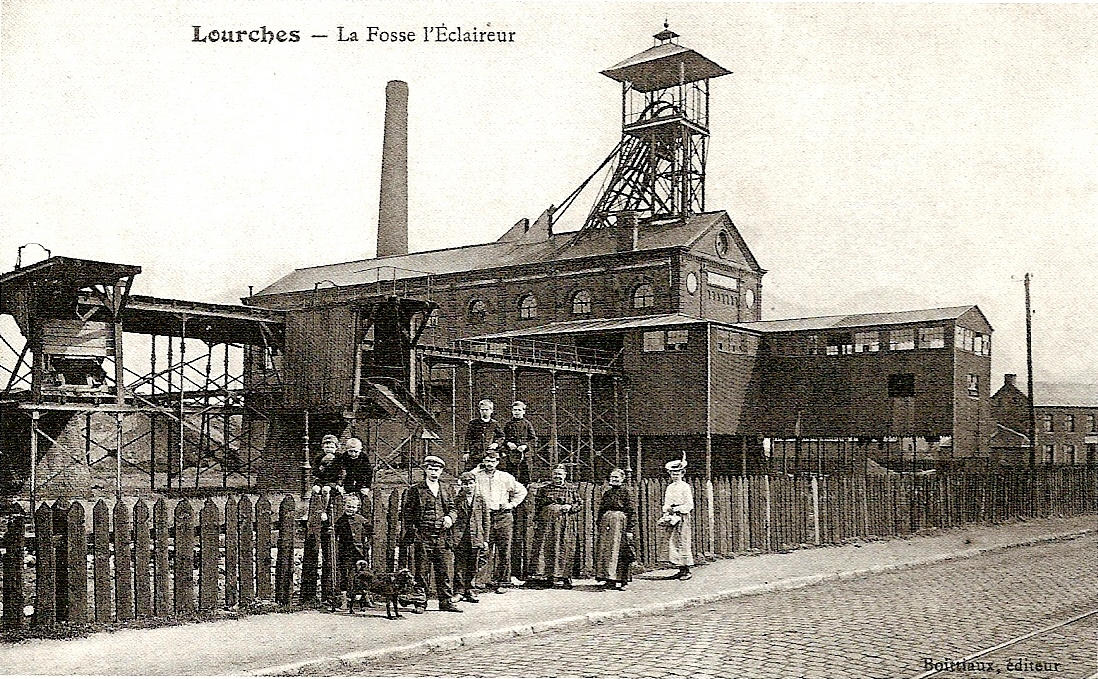
Zeche Fosse l 'Eclaireur
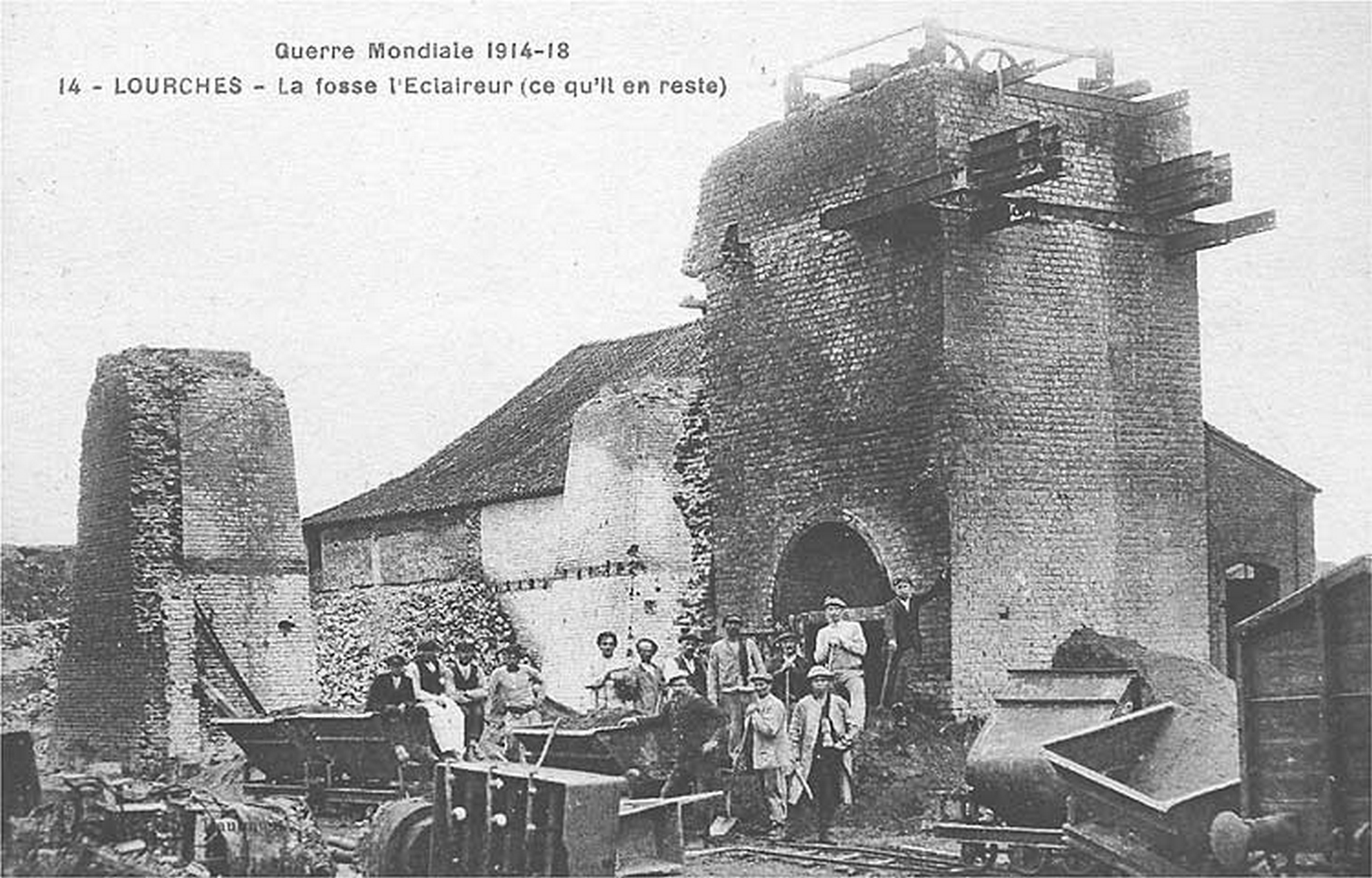
Zerstörte Zeche Fosse l 'Eclaireur am Ende des Ersten Weltkrieges

## Bevölkerungsentwicklung
| Jahr                       | 1962 | 1968 | 1975 | 1982 | 1990 | 1999 | 2010 | 2020 |
| Einwohner                  | 3503 | 3707 | 4128 | 3900 | 3458 | 3431 | 3686 | 3779 |
| Quellen: Cassini und INSEE |      |      |      |      |      |      |      |      |

## Sehenswürdigkeiten

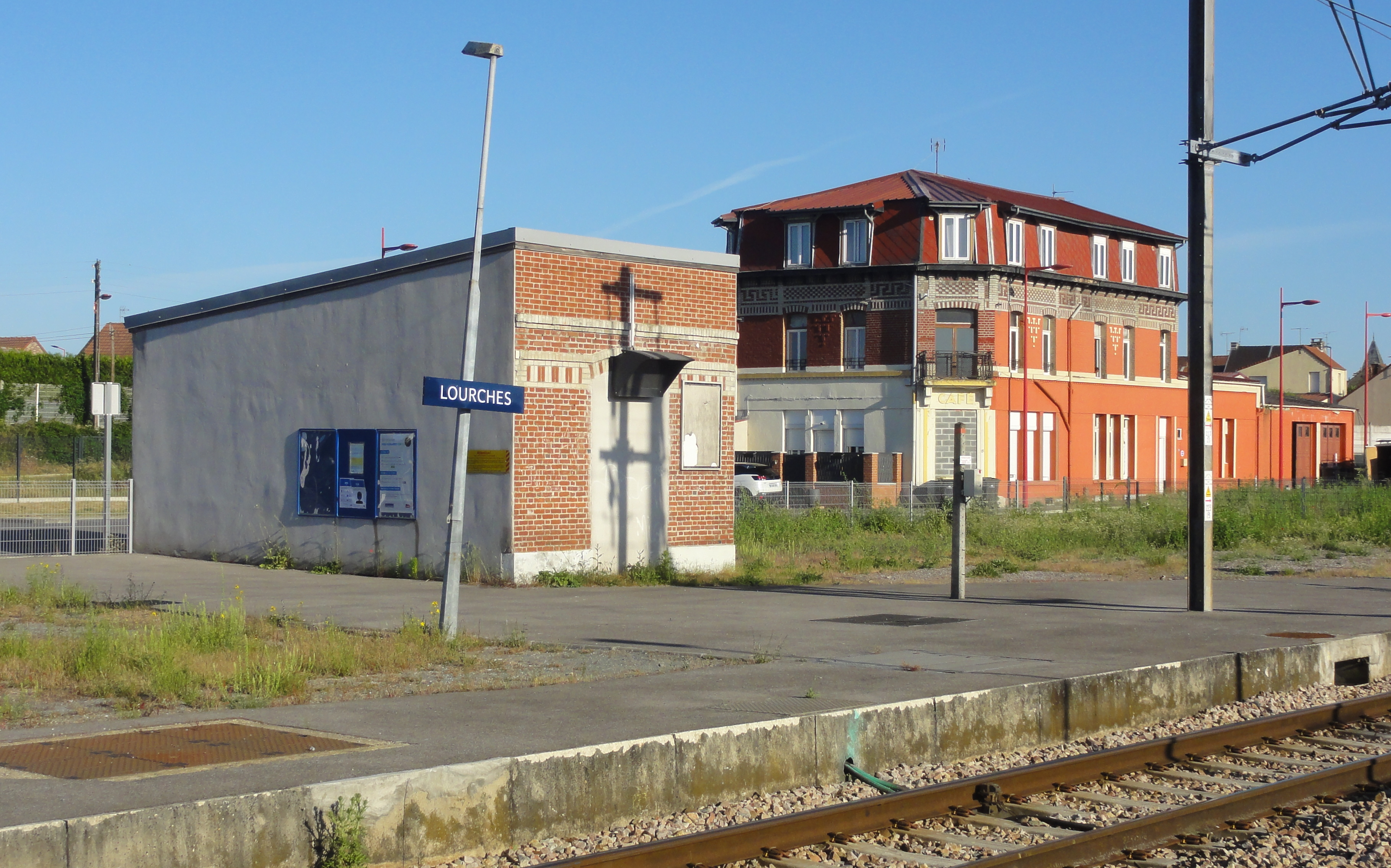
Bahnhof Lourches in Rœulx

- Kirche Saint-Rémy
- Oratorium
- zwei Wassertürme